# The Silence of Richard Wilton
The Silence of Richard Wilton è un cortometraggio muto del 1913 diretto da Warwick Buckland.

## Trama
Il furto di una collana è sventato dall'ex amante della proprietaria del prezioso monile che sarà accusato di essere lui il ladro.

## Produzione
Il film fu prodotto dalla Hepworth.

## Distribuzione
Distribuito dalla Hepworth, il film - un cortometraggio di 220,98 metri - uscì nelle sale cinematografiche britanniche nel febbraio 1913.
Si conoscono pochi dati del film che, prodotto dalla Hepworth, fu distrutto nel 1924 dallo stesso produttore, Cecil M. Hepworth. Fallito, in gravissime difficoltà finanziarie, il produttore pensò in questo modo di poter almeno recuperare il nitrato d'argento della pellicola.